# André Coindre
André Coindre (Lione, 26 febbraio 1787 – Blois, 30 maggio 1826) è stato un presbitero francese, fondatore della congregazione dei Fratelli del Sacro Cuore e cofondatore di quella delle Religiose di Gesù-Maria.

## Biografia
Nato nel 1787 da un modesto sarto, nel 1809 entrò nel seminario di Saint-Irénée di Lione e, il 14 giugno del 1812, venne ordinato sacerdote dal cardinale Joseph Fesch: inizialmente prestò servizio presso la parrocchia di Bourg-en-Bresse, ma poi si unì a un gruppo di sacerdoti diocesani impegnato nella predicazione delle missioni popolari nelle zone rurali del territorio.
Vedendo le misere condizioni dei numerosi bambini abbandonati di Lione, consigliò a Claudine Thévenet di fondare una congregazione di suore che si occupasse della loro assistenza: nacquero così le Religiose di Gesù-Maria. Lui stesso, nel 1821, fondò i Fratelli del Sacro Cuore, per l'istruzione e l'educazione cristiana della gioventù. Elaborò per i religiosi dei suoi istituti delle regole ispirate a quelle di Agostino e Ignazio di Loyola.
Nel 1825 il vescovo di Blois lo scelse quale suo vicario generale: Coindre diresse il seminario diocesano e promosse le missioni tra la gente di campagna e delle periferie. Morì di febbre cerebrale all'età di trentanove anni.